# General Mosconi (Chubut)

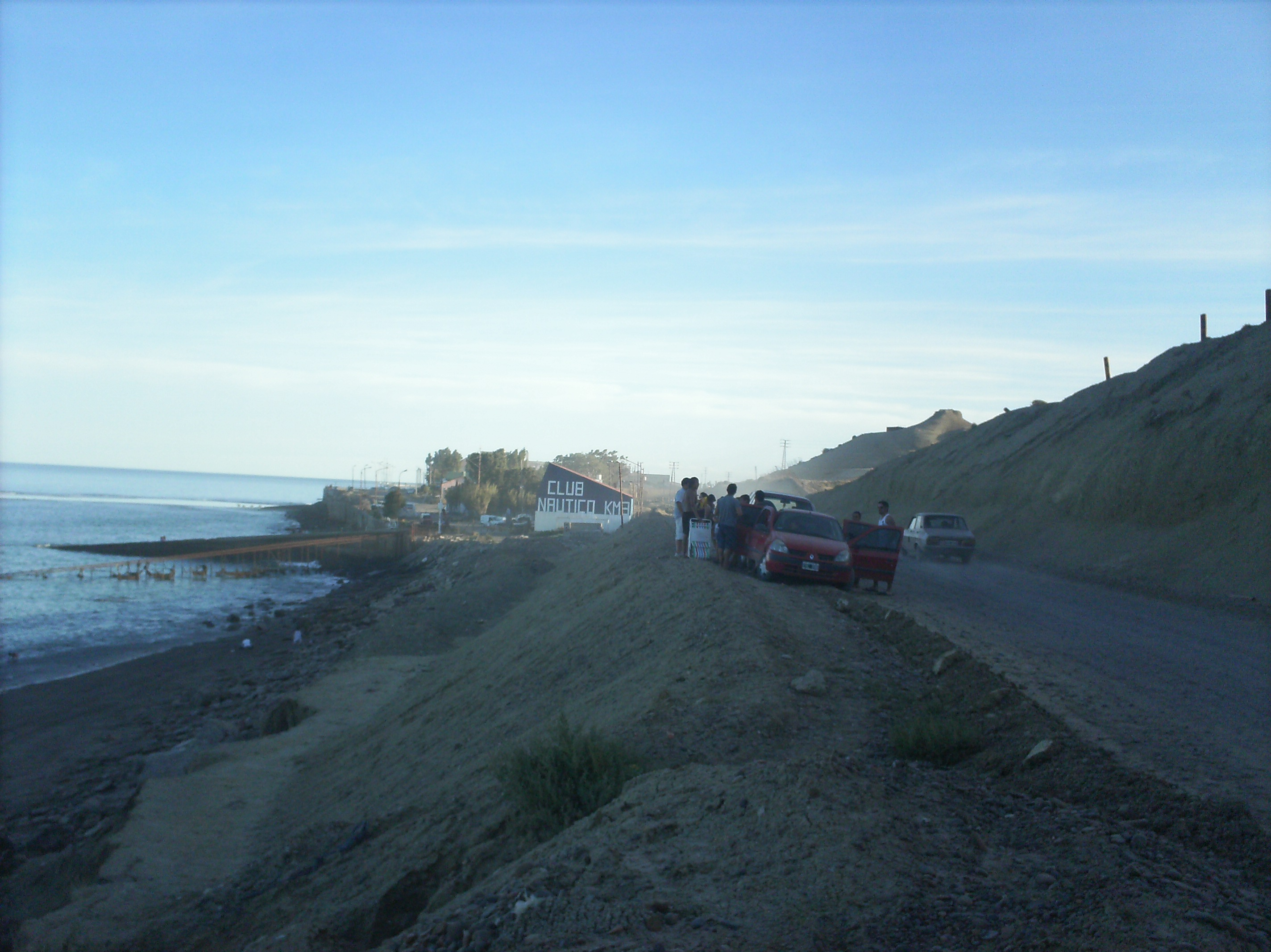
Playa del barrio, observen el muro de contención y el club náutico con el apodo del barrio.

General Mosconi, también llamado localmente «Kilómetro 3» y de modo más reciente y simplificador «3», es un barrio comodorense del Departamento Escalante, en la Provincia del Chubut. Está localizado en la «Zona Norte» del aglomerado de Comodoro Rivadavia, perteneciendo al municipio homónimo. Nació como un campamento petrolero independiente desde el descubrimiento del petróleo en 1907. Alberga la administración de YPF desde sus inicios, lo que le dio total independencia del municipio de Comodoro, al ser administrado por el estado nacional. Hoy, tras un cesión del estado, es un barrio de la ciudad petrolera del sur, no obstante su tratamiento es de localidad por estar alejado 3 km rumbo noreste del centro del aglomerado urbano. El censo 2001 reveló que se constituyó como la segunda localidad más poblada del aglomerado y la más poblada de la zona norte de Comodoro.

## Toponimia
Su nombre homenajea al general Enrique Mosconi, quien residió aquí muchos años. Por su obra en YPF y su honestidad en el manejo de la petrolera estatal es considerado un prócer y un precursor de la explotación hidrocarburífera en esta zona y Argentina.

## Descripción

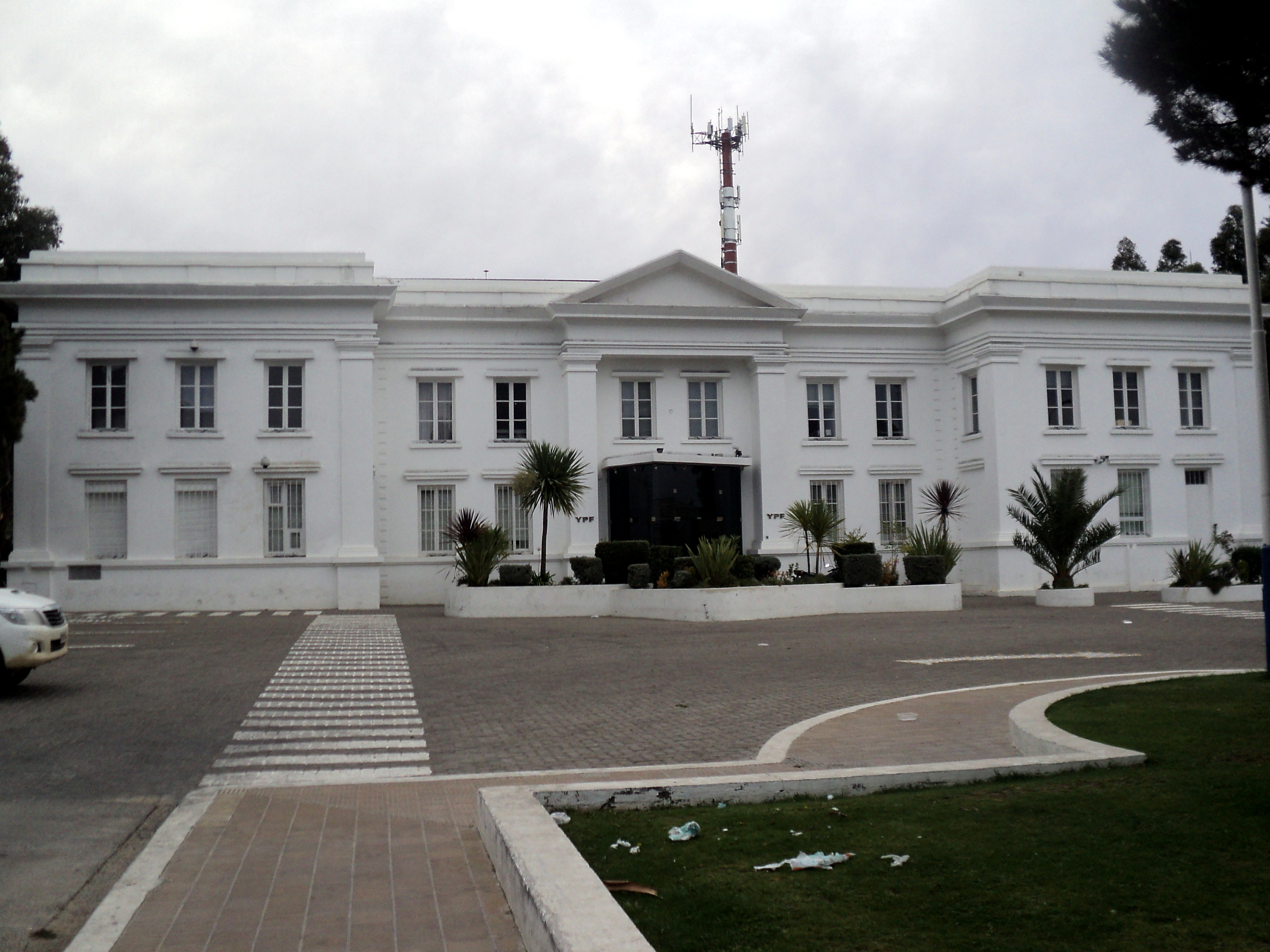
La administración y sede regional de YPF

Kilómetro 3 es más que un simple barrio, dado que en su interior aglomera una cantidad de microbarrios que están unidos en la masa popularmente conocida como km 3, de todos esos barrios el que más sobresale por historia y población es General Mosconi. El barrio se extiende por los cañadones del cerro Viteau y del cerro Hermitte, ubicados desde la ruta 3 hacia el oeste. También, se desarrolla desde estos cerros hacia el mar, siendo un importante punto sobre la costa, dado que desde el muelle de YPF salen al mundo los hidrocarburos de estas tierras.
Este barrio se destaca por sus calles arboladas y prolijos jardines, que lo hace parecer un oasis en medio del paisaje árido que lo rodea. Esto lo convierte en uno de los barrios más bellos de la ciudad. La privatización en 1992 de YPF, muchas edificaciones pasaron al municipio, la provincia y a Repsol. En algunos casos las típicas “casas ypefianas” fueron recicladas con buen gusto y manteniendo su identidad.

## Historia
El barrio fue fundado con el descubrimiento del petróleo en 1907. Sin embargo, en 2007 se tomó como fecha de fundación el 27 de septiembre del año 1907 nacimiento de José Víctor Fuchs, hijo de Don José Fuchs y Ana Cristina Soltner. Este fue el primer nacimiento en el campamento petrolero.
Desde su fundación se destacó por ser el campamento central de YPF. En un comienzo llegaron obreros provenientes de la guerra de Europa, luego recién a los tres años arribaban las familias. En un primer momento, vivían en condiciones muy lamentables y después se asentaron los primeros barrios como Belgrano, Ameghino, San Martín, formando de a poco General Mosconi. Después del año 1922 cuando se crea YPF el General Mosconi empieza a traer gente del norte; siendo las familias beneficiadas con educación, vivienda y salud.
Es en esta localidad que la empresa YPF tuvo su primer asiento administrativo. Por ello, era llamado Campamento Central y reunía un conjunto de edificios como el hospital Alvear, el correo, el cine central, el Chalet Huergo, la proveeduría central, instituciones deportivas y educativas. Todas estas construcciones lo jerarquizaban respecto de otros barrios y campamentos petroleros. El brillo del Campamento Central  se opacó poco antes de la reestructuración de la empresa, sobre finales de los ochenta; mientras que el fin definitivo de este papel central en YPF devino con llega en 1990 de la privatización de la petrolera. El 21 de agosto de 1921, como club de Tiro Federal Gral. Mosconi es fundado. La importancia de los clubes deportivos en los campamentos petroleros era canalizar las expectativas de participación del personal de la empresa. Estos al estar impedidos de participar de las decisiones políticas que estaban en manos de la empresa, debían canalizarse en alguna otra dirección. Entre 1915 y 1946 se crearon más de 20 clubes en distintos campamentos. Asimismo, los clubes no solo concentraban la atención deportiva, sino que también eran ámbito propicio para el desarrollo de bailes en sus instalaciones y reuniones sociales.
El 2 de febrero de 1943 el club de pesca el Tiburón pasa a ser el club náutico YPF que todavía sigue en pie y es uno de los edificios más representativos del barrio.
El barrio siempre estuvo muy bien comunicado por diferentes vías como la Ruta Nacional 3, el ferrocarril de Comodoro Rivadavia a Sarmiento con sus apeaderos, el muelle YPF  para descargas y una red decauville que recorrió los puntos más importantes de la localidad con trenes de trocha angosta.
En marzo de 2013 la defensa costera fue duramente dañada en el sector del hospital Alvear y caminos costeros, perdiendo una buena parte del murallón de defensa y socavando terraplenes.

## Población
Cuenta con 7,294 habitantes (Indec, 2001), integra el aglomerado urbano Comodoro Rivadavia - Rada Tilly, siendo la segunda localidad más poblada del conjunto, detrás de la unidad central (zona sur). En 2001 contó con 2.569 viviendas. Lo que podría cambiar al conocerse los más de 12.000 habitantes, en el censo 2010, de Rada Tilly. El barrio registró en 1991 una población de 7.860, pero por la gran crisis que afectó a la ciudad, sufrió un despoblamiento para 2001 significativo.
El barrio en sí viene experimentando una expansión formidable, constituyéndose hace años en el principal barrio de zona norte. Asimismo, por su cercanía al centro la municipalidad tiene diferentes departamento y organismos en este barrio, hallándose ubicados todos ellos en el ex hotel SUPE, por este motivo el 3 es visto como la capital histórica de zona norte. Esto se evidencia en la aglomeración que el barrio en sí es, dado que aglutina en su interior a numerosos microbarrios que anteriormente eran independientes como Moreno, Divina Providencia o el sismográfica. Por último, la expansión en años recientes, gracias a su incremento poblacional, llevó a sobre ocupar los cañadones que contiene la localidad, y ante la falta de tierras se expandió en los terrenos cercanos a barrios que antiguamente estaban muy distantes, pero que hoy están a menos de una cuadra o metros de distancia, como lo son Veinticinco de Mayo (Chubut), Villa S.U.P.E. y Saavedra (Chubut). Siendo el primero ya incluido dentro de kilómetro 3 por la municipalidad de Comodoro.

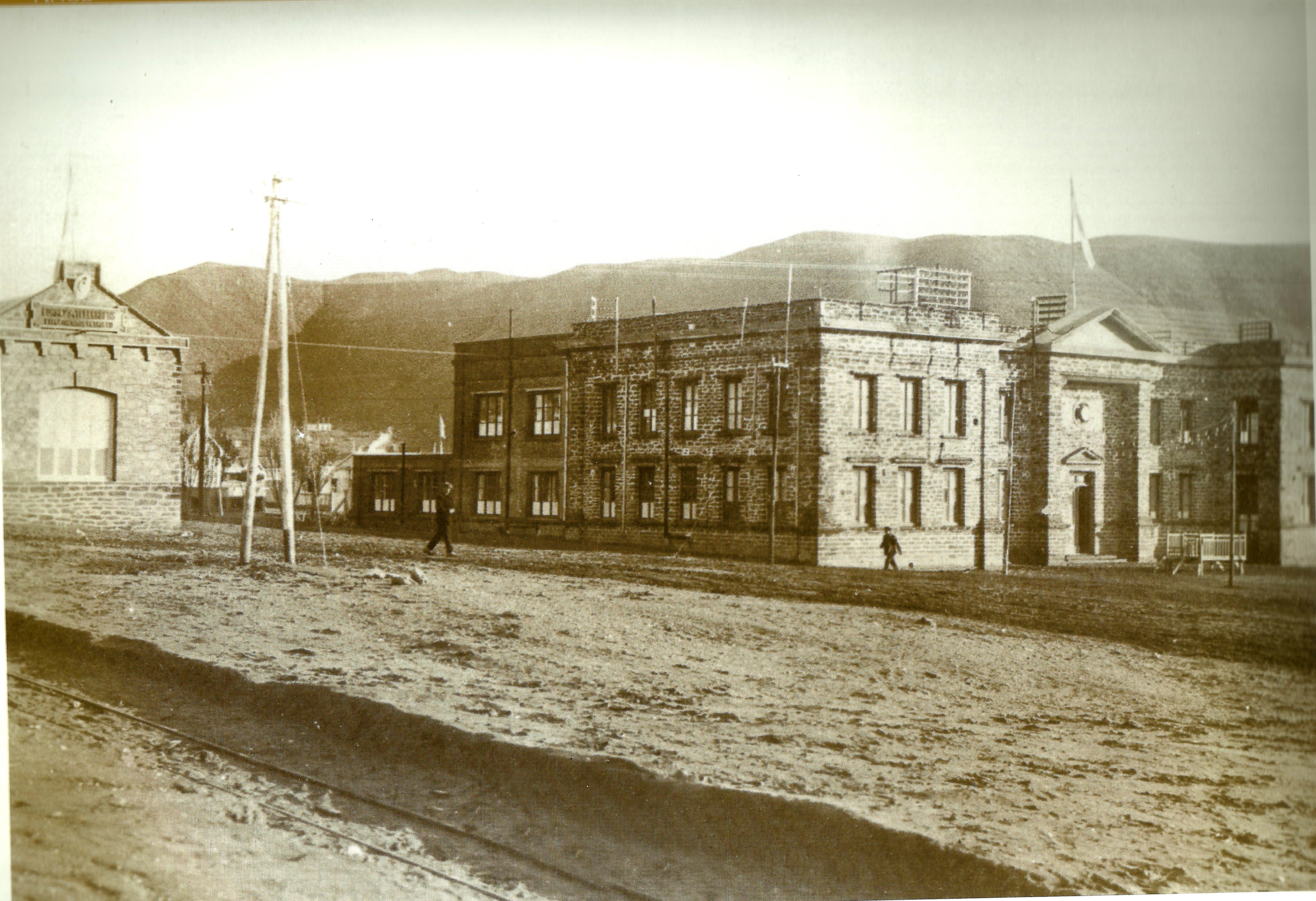
La administración de YPF y el local de correos y telégrafos. Una red interna de trenes comunicaba los distintos edificios del entonces yacimiento.

## Servicios del barrio
- Centros de Salud[14]

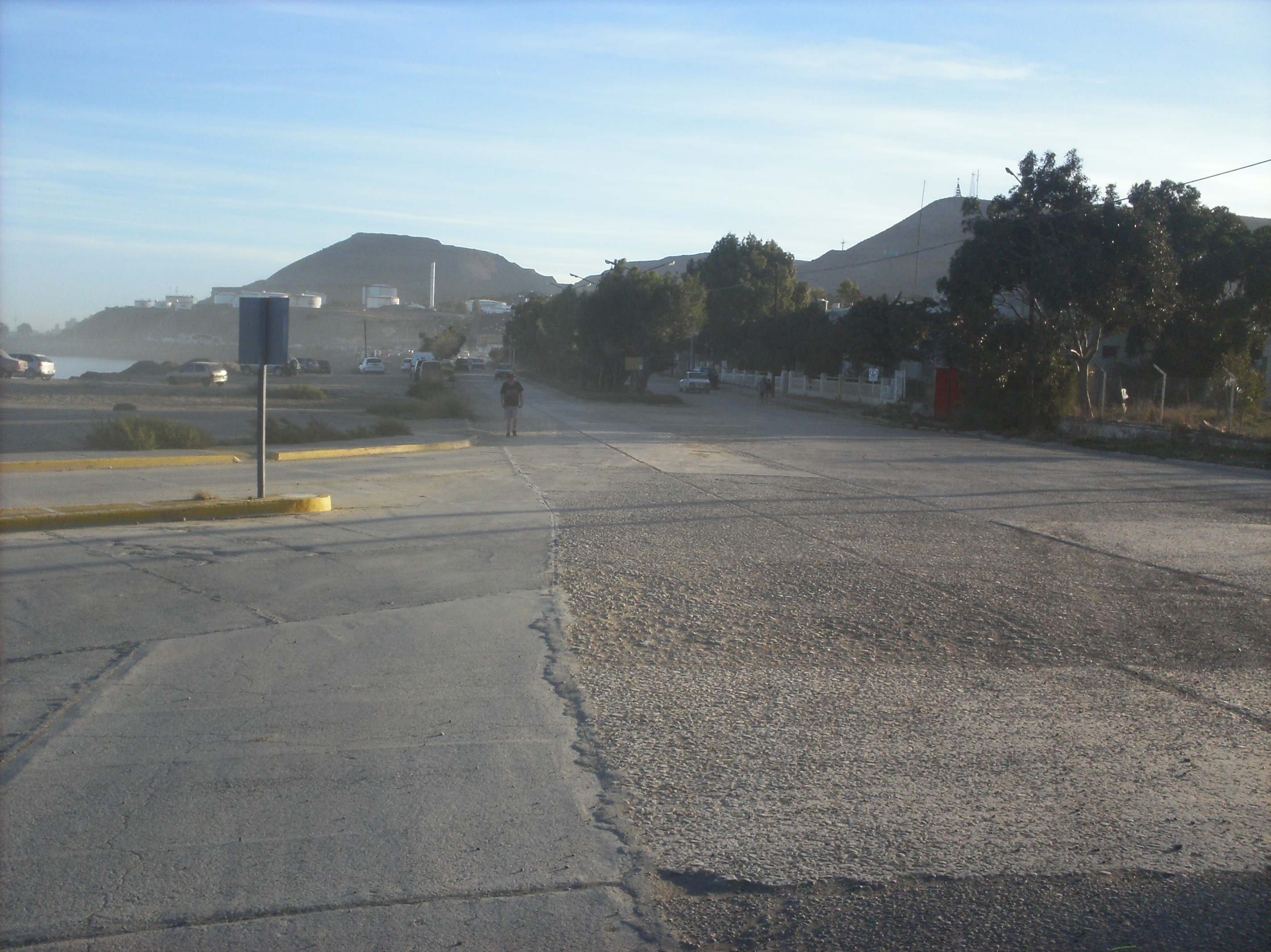
Horizonte mesetario en el barrio, los protagonista el Cerro Viteau y de fondo el Cerro Chenque.

  - Cruz Roja Argentina: Av. Lib. San Martín
  - Consultorio Dr. Marcial Reyes: Av del Libertador 647.

- Lugares deportivos:
  - Club Huergo: Av. Lib. San Martín
  - Estadio Municipal: Fray Luis Beltrán entre C. Enciba y G. Kuzel

- Programas Sociales
  - A.P.A. (Asociación de Padres de Autistas): Mariano de Vedia 1208 km 3 (a m del Hosp. Alvear en el edificio de Cruz Roja)
  - Cruz Roja: Av. del Libertador 659 km 3

- Asociación Vecinal
  - Asociación Vecinal Barrio General Mosconi: Petrolero San Lorenzo 40

- Sistema Educativo
  - Escuela N.º 652 C.F.P.: Antártida Argentina s/n
  - Jardín N.º 402 "Juana Manso": Fray Luis Beltrán y Santa Lucía
  - Jardín Misia Pepa N.º 1411: Tehuelches 2560
  - Escuela 146 General Enrique Mosconi: Mariano de Viedma 884
  - Escuela N.º 302 Doctor Atilio Rebello: Ramón Lista 2150
  - Escuela N.º 43 Ingeniero Luis A. Huergo: Pampa Del Castillo 250
  - Escuela N.º 1005 "Colegio Salesiano Deán Funes": Don Bosco S/N.º - CC N.º 13
  - Escuela N.º 1705 - Colegio Deán Funes: Don Bosco s/n.º - CC 13
  - Escuela N.º 704 Prefectura Naval Argentina: Warnes y Quintana
  - Escuela N.º 757 Pte. Hipólito Yrigoyen: San Lorenzo 428
  - Escuela N.º 770: Los Búlgaros 20
  - Escuela N.º 810 - Prof. Fidel Pérez Moreno: Avda. Lángara y Cox CC 702
  - Escuela 519 General Enrique Mosconi: J.R. Balcarce 7980
- Lugares de culto
  - Parroquia Santa Lucía
  - Parroquia Buen Pastor: Av. Langara y Ezcurra
  - Iglesia de Jesucristo de los Santos de los últimos días: Buque Fray Luis Beltrán 75
  - Iglesia Evangelista Pentecostal Argentina: Buque Fray Luis Beltrán 390

- Centros Culturales
  - Museo Chalet Huergo: Av. del Libertador Gral. San Martín y Antártida Argentina

- Policía
  - Comisaría General Mosconi: Av. Libertador 2857

- Medios de comunicación
  - FM Universidad: Av. Tehuelches 290
  - FM Vientos: Gregorio Mayo

## Deportes

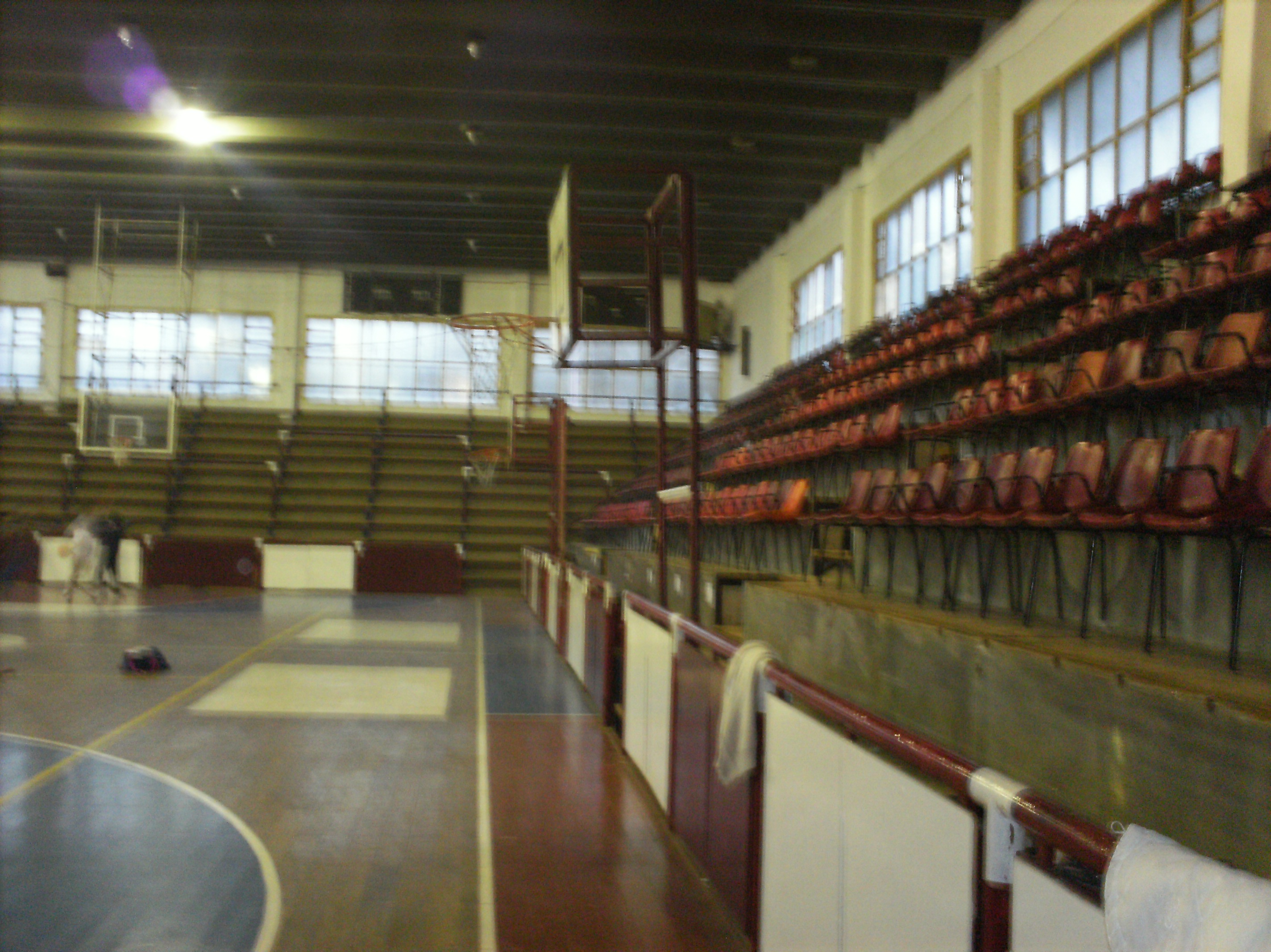
Vista parcial de la cancha de la "Fede", uno de los importantes de Comodoro.

### Clubes
Es un barrio muy deportivo, posee numerosos gimnasios privados y públicos. El club público social y deportivo más importante es el Club Huergo, que posee cómodas instalaciones para variados deportes y fue sede del mundial de Futsal hace poco. El club privada más importante es el Santa Lucía Golf Club que dispone de una cancha de golf profesional y canchas de fútbol

### Fútbol
El estadio Municipal de Comodoro Rivadavia está emplazado en este barrio ahí se dan cita los grandes clubes de la ciudad petrolera para disputar sus encuentros más convocantes. El barrio posee los clubes Florentino Ameghino que compite en la categoría A y Tiro Federal que compite en la zona de ascenso de Liga de Comodoro que agrupa equipos de Zona Sur de Chubut, este club fue el único equipo en lograr 5 campeonatos seguidos en liga del fútbol de nuestra ciudad.

### Básquet
El club de básquet Federación Deportiva, el segundo en importancia de Comodoro tiene casa en este barrio.

## Situación ambiental
El área "Campamento Central" eje histórico de la explotación petrolera de YPF; que involucra a este y otros barrios, se halla profundamente afectada por la existencia de alrededor de 2.000 pozos (en su mayoría inactivos y correspondientes a sólo a esta compañía). Los mismos representan un importante pasivo ambiental fruto de ausencia de políticas reguladoras hasta la década de 1990. Actualmente, su saneamiento implicaría una inversión de 200.000 dólares por pozo que la empresa petrolera esquiva en pagar. A esto se debe sumar los ductos se abandonados, tanques en desuso y el necesario rastreo de material radiactivo que se manejó por la zona.
En tanto, su playa hoy está profundamente contaminada por vertientes cloacales que terminan en sus aguas. Esto hace que no sea apta para que los comodorense se bañen, o siquiera se mojen parcialmente el cuerpo. La grave situación es comportadita por los barrios Restinga Alí, Km 8, Km.5, Km 4, restos de micro barrios General Mosconi y el barrio de la zona sur Stella Maris. La solución sería ejecutar un tratamiento primario de efluente s y conducirlos 1.500 metros aguas adentro del mar, para el vertido con un grado ínfimo de contaminación. Los emisarios y plantas más prioritarios deberían emplazarse en Km.8 y otro en Stella Maris. Sin embargo, se requieren 300 millones de dólares Nación debería financiar las obras.

## Turismo
Cuna de YPF, el barrio cuenta con importantes edificios históricos relacionados con la empresa como la Administración, ex Proveeduría, Colegio Salesiano Deán Funes, Chalet Huergo y también el antiguo Correo Argentino y el Museo Nacional del Petróleo, donde se encuentra el Pozo n.º 2, lugar donde se encontró el recurso por primera vez en suelo argentino.

### Chalet Huergo

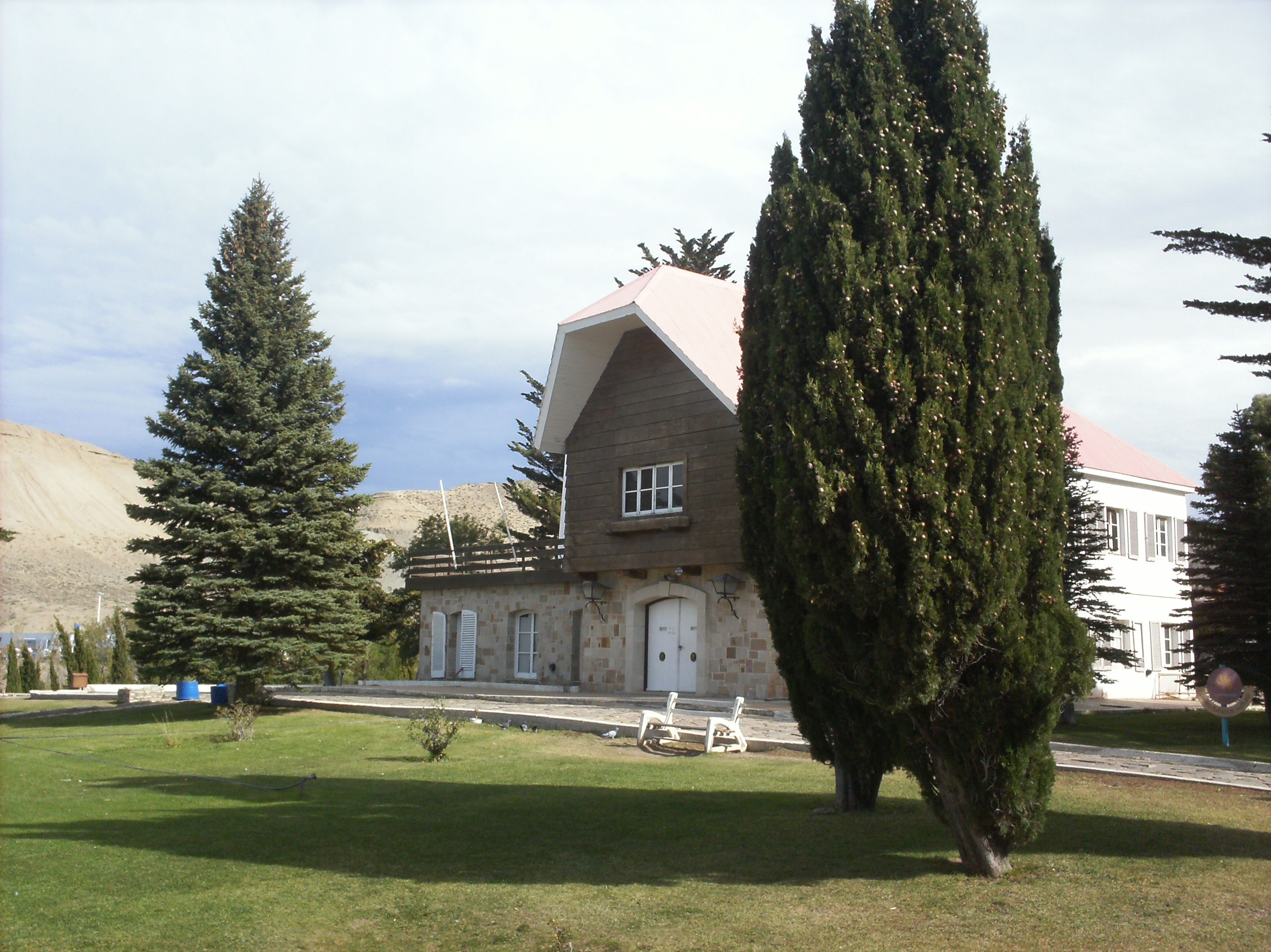
El antiguo edificio del Chalet Huergo, en km 3.

Situado entre los barrios centro y km 3. Es una construcción que data de 1919 y fuera modernizada en 1941. Fue centro de huéspedes, de recepciones y lugar de residencia temporaria de importantes personalidades desde su creación hasta la década del '90. Testigo del esplendor político y petrolero que vivió esta zona; hospedó embajadores, periodistas, políticos y autoridades vinculadas con la ex empresa estatal Y.P.F., entre ellos el general Mosconi. Pasó a la municipalidad en 1995, quien llamó a licitación para su uso, siendo la Escuela de Negocios la ganadora. Luego de un par de años, se reacondicionó y fue abierto al público en 2003. En su planta alta se creó un museo con la historia del edificio, de la vida social de Y.P.F. y de Comodoro Rivadavia. La planta baja se dio en comodato a la Federación de Comunidades Extranjeras para que realizaran actividades culturales abiertas a la comunidad. Por la ordenanza 8830/07, el edificio y su entorno fueron declarados patrimonio histórico de la ciudad. Actualmente, es un paseo turístico-cultural, centro de exposiciones, parque temático en sus jardines de 5 hectáreas, con un bello mirador emplazado en el acantilado del talud del Cerro Chenque. Contiene un museo que exhibe salas con mobiliario original, objetos y fotografías referentes al edificio, YPF y su historia. También, cuenta con un área de investigación y archivo digital de fotografías antiguas, a fin de recuperar la historia y la memoria de la ciudad y sus habitantes.

### Archivo histórico Municipal
Acervo Municipal que resguarda documentación de valor histórico. Dispone de expedientes municipales desde 1905, registro de defunciones, disposiciones y resoluciones municipales desde 1914, bibliografía sobre la historia de Comodoro de investigadores locales, revistas de ediciones patagónicas de carácter histórico con fotografías desde 1920.

### Museo Nacional del Petróleo

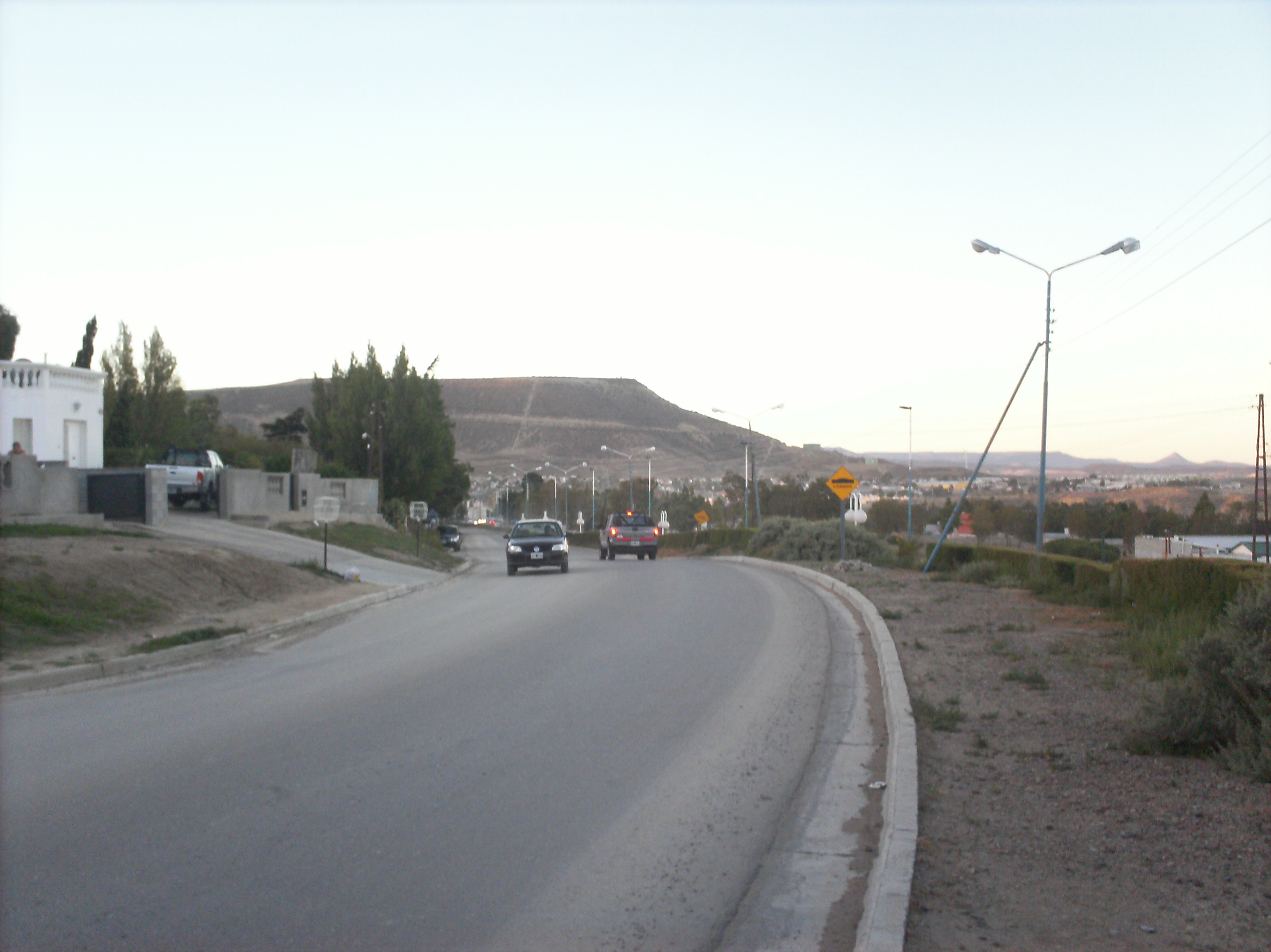
Don Bosco, una de las calles principales de General Mosconi y el cerro Hermitte de fondo.

Considerado un Museo de Sitio, construido por YPF, en 1987 en pleno centro del barrio km 3, en torno al histórico Pozo N.º 2, del 13 de diciembre de 1907. Se exhiben en su interior las fases del origen del Universo, aspectos geológicos y paleontológicos, documentación histórica de la empresa estatal y las etapas desde exploración, hasta la comercialización del petróleo. En sus jardines, valiosas piezas, tales como maquinarias, equipo y herramientas, de principios del siglo XX. Es considerado uno de los tras más grandes del mundo, en lo referente a su contenido, junto al de Rusia y Estados Unidos. Está administrado por la Universidad Nacional de la Patagonia San Juan Bosco.

### Playas
Playa km 3: se distingue por ser de canto rodado en su totalidad y por tener fuerte oleaje y mareas altas. Goza de Actividades balnearias, náuticas y pesca. La misma a pesar de vivir una grave situación ambiental cuenta con servicio estable de guardavidas durante la época estival.

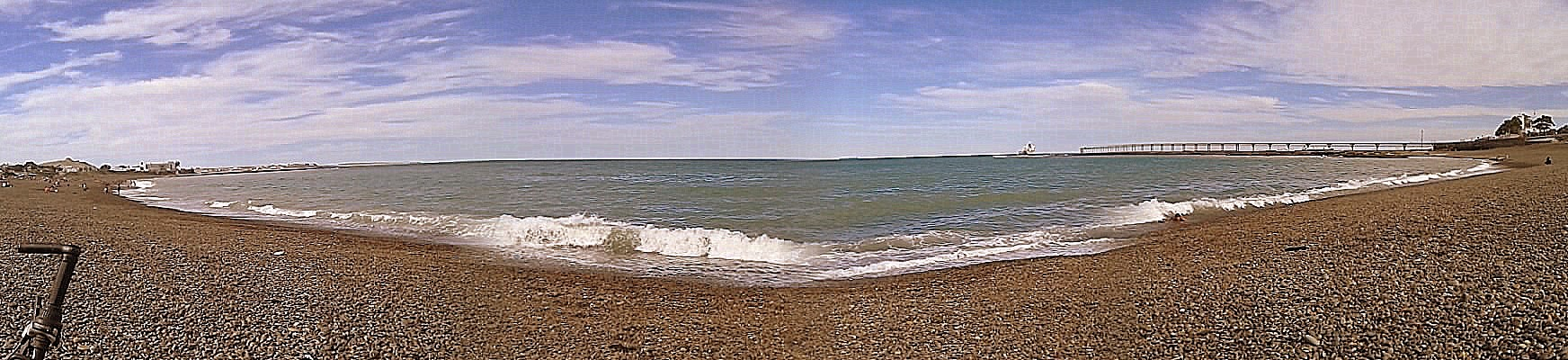
La playa de km 3 con cantos rodados, de las más concurridas del aglomerado. También se observa el muelle YPF.

## Galería

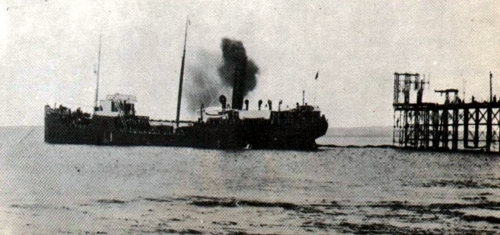
Buque tanque Wanetta, el primer petrolero que transportó, por medio del muelle YPF, crudo de Comodoro Rivadavia.
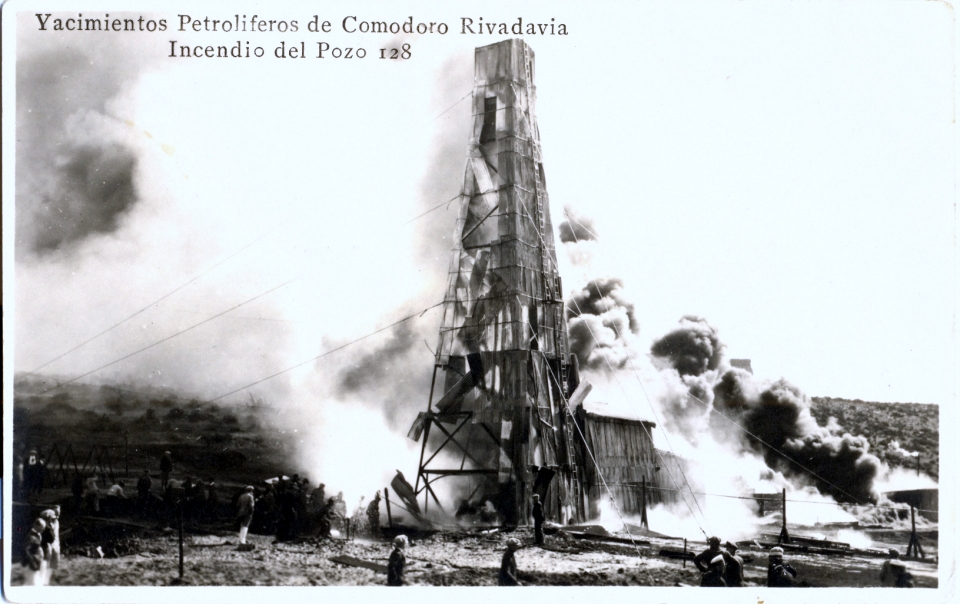
Incendio del pozo Nº 128. Uno de los primeros accidentes en YPF.
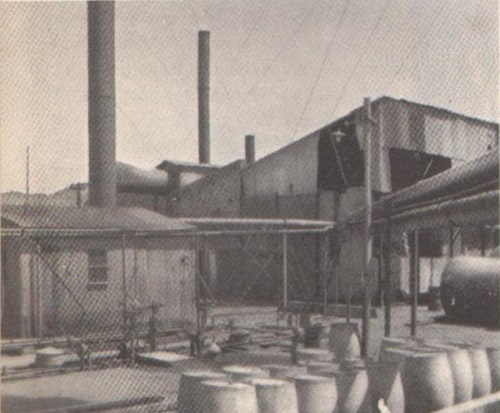
Primera destilería de YPF EN Comodoro en inmediaciones a la parada Muelle YPF, su existencia fue estratégica y hoy ya no existe
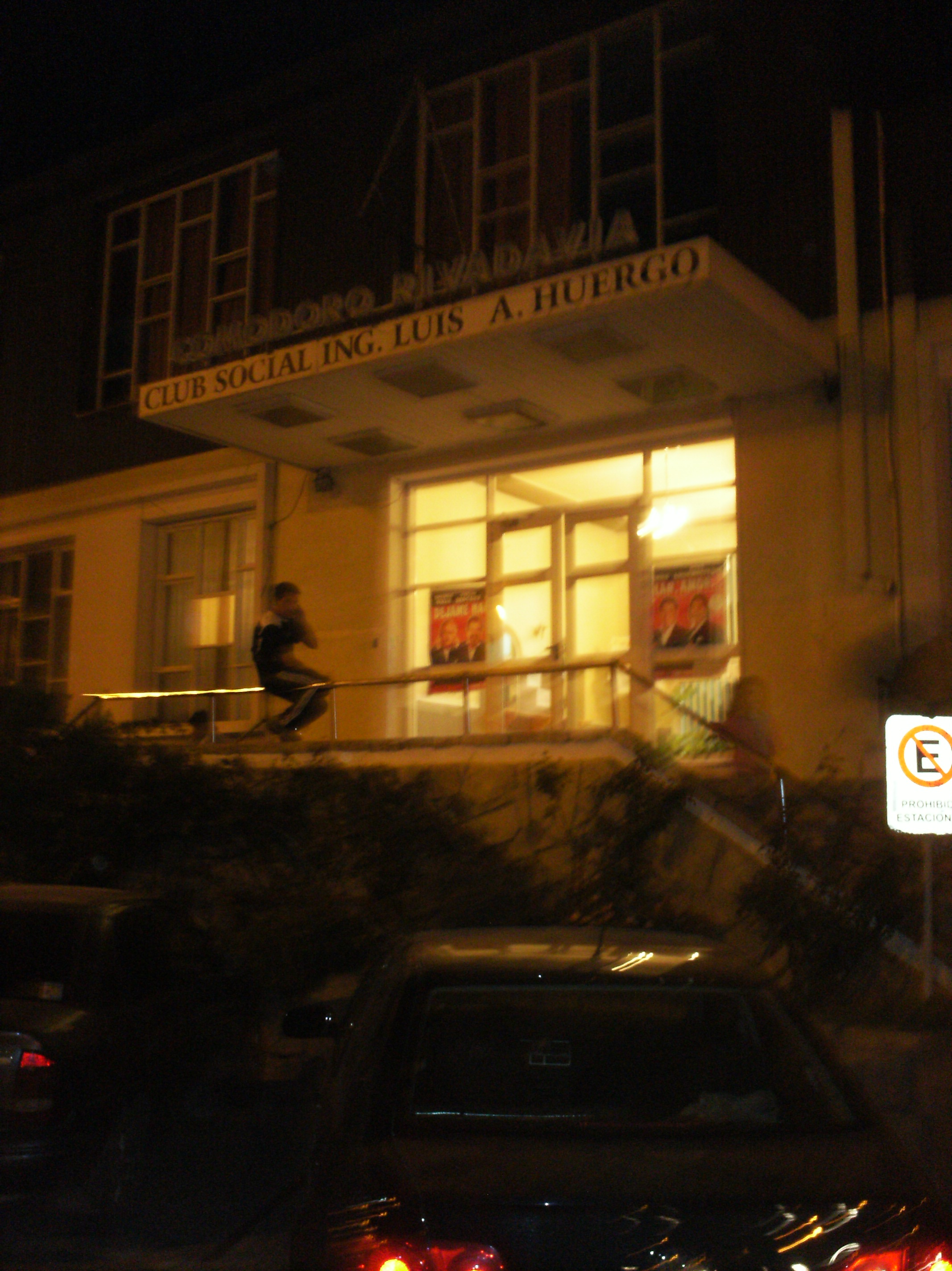
Uno de los club sociales y deportivos más importantes de Comodoro Rivadavia, que homenajea al Luis A. Huergo.
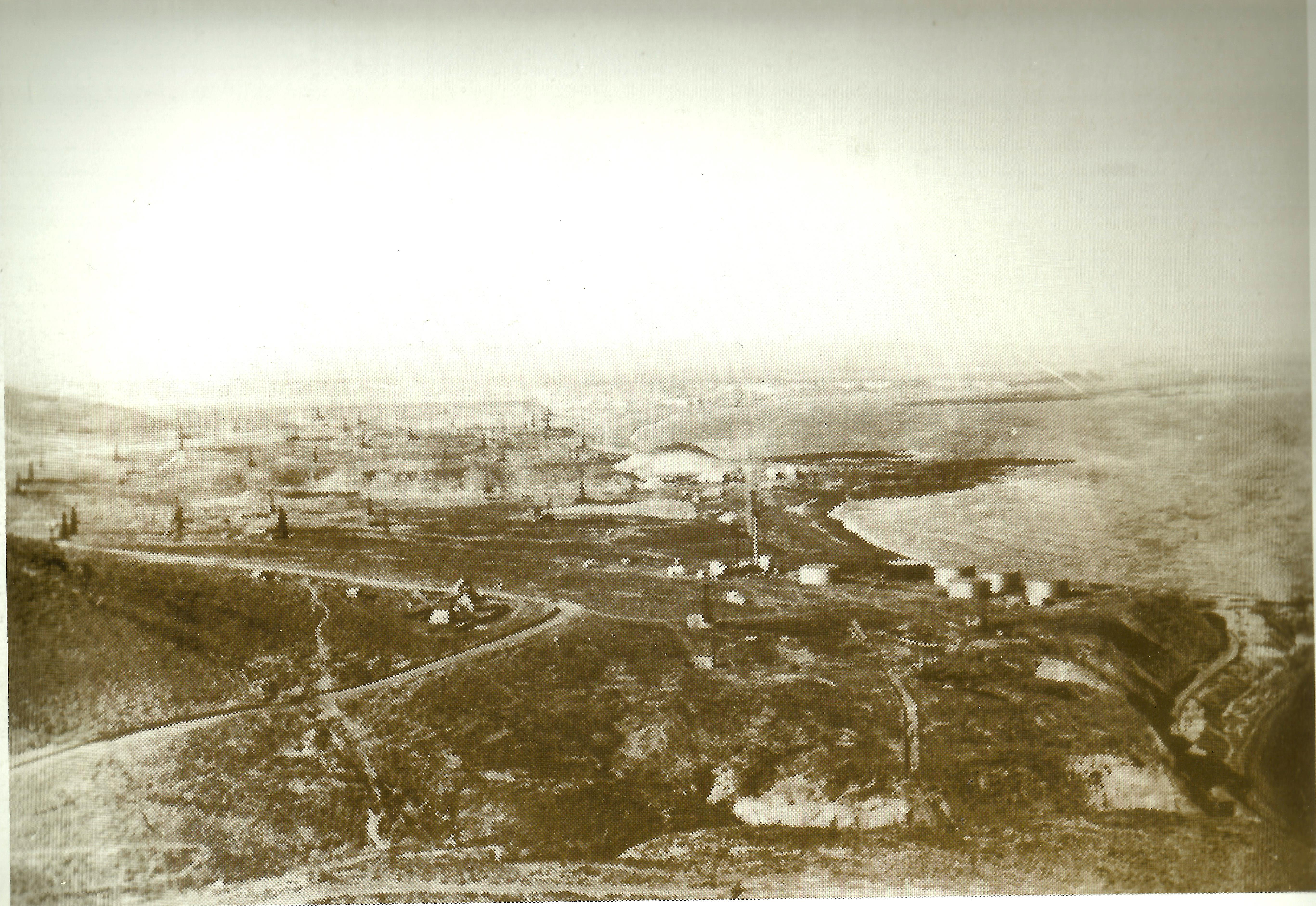
Desde el Chenque se observa los primeros años de kilómetro 3 con intensa explotación. Se observa el sector de tanques de petróleo y una destilería. Sobre el acantilado se observa en perfectas condiciones el terraplén que uso por años el ferrocarril
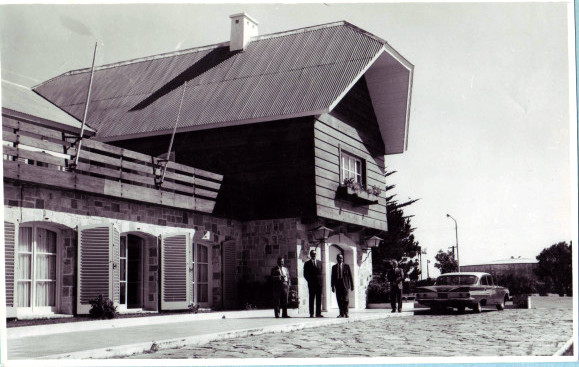
El chalet Huergo en los sesenta